# John Mandrysch
John Mandrysch, né le 18 octobre 1996 à Erfurt, est un coureur cycliste allemand.

## Biographie
En août 2019, il s'impose sur la Coupe des Carpates,.  
Il décide de mettre à sa carrière cycliste à l'issue de la saison 2022.

## Palmarès et résultats

### Palmarès par année
- 2014
  - 2e du championnat d'Allemagne de poursuite par équipes juniors
  - 2e du championnat d'Allemagne de l'américaine juniors
- 2019
  - Erzgebirgsrundfahrt
  - Coupe des Carpates
  - 2e du Tour de Düren
  - 2e du championnat d'Allemagne de la montagne

### Classements mondiaux
| Année                                 | 2016  | 2017 | 2018  | 2019  | 2020  |
| ------------------------------------- | ----- | ---- | ----- | ----- | ----- |
| Classement mondial                    | 2597e | nc   | 1918e | 1331e | 1838e |
| UCI Europe Tour                       | 1713e | nc   | 1278e | 916e  | 1357e |
|                                       |       |      |       |       |       |
| Légende : nc = non classéSource : UCI |       |      |       |       |       |